# Maria Schröder (Schiff, 1920)
Koordinaten: 28° 11′ 26″ N, 34° 26′ 48″ O
Die Maria Schröder war ein Dampffrachter, der im April 1956 nördlich von Scharm El-Scheich an der Küste strandete und als Touristen- und Tauchattraktion bekannt ist.

## Geschichte und Charakteristika
Der Dampffrachter wurde von 1919 bis 1920 als Rolf Jarl auf der Trondheim Mekaniske Verksted in Trondheim für 2,870 Millionen Norwegische Kronen für die Det Nordenfjeldske Dampskibsselskab gebaut. Der Stapellauf erfolgte im Juni 1919 und die Ablieferung an die Reederei im Oktober 1920.

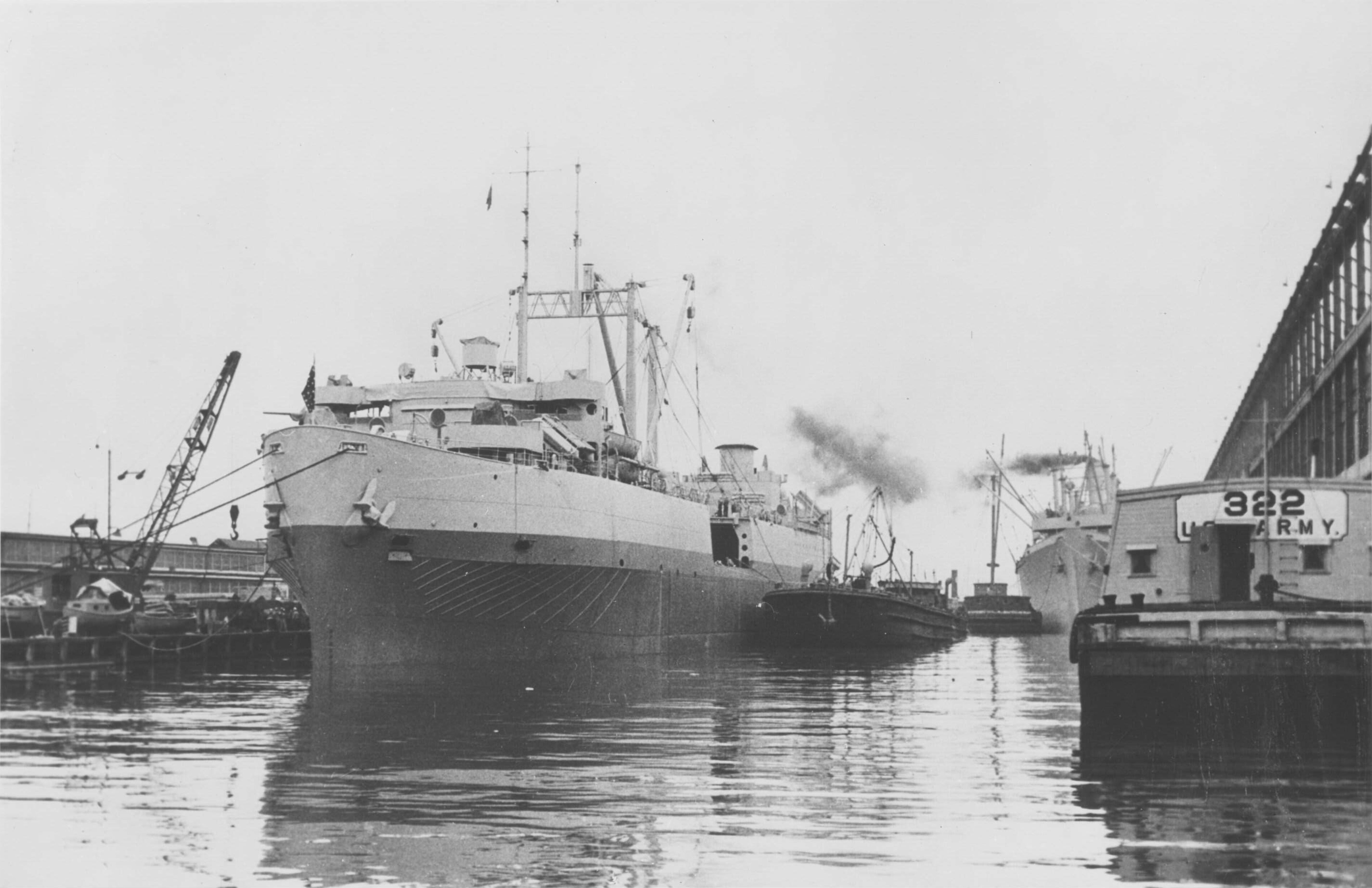
Das Kollisionsschiff, die Seatrain Texas, in den 1940er Jahren

Die Reederei setzte die Rolf Jarl vor allem im Mittelmeer ein. Nach Ausbruch des Zweiten Weltkrieges wurde die Rolf Jarl an Nortraship überstellt und von den Alliierten für den Frachtverkehr im Atlantik genutzt. Auf einer Leerfahrt von Chester nach Kanada kollidierte der Frachter am Morgen des 31. August 1940 bei Nebel mit der Seatrain Texas der US-amerikanischen Seatrain Reederei vor der Küste von New Jersey auf der Höhe von Cape May und schlug Leck. Die Rolf Jarl konnte jedoch aus eigener Kraft zu Reparaturarbeiten wieder nach Chester zurückkehren und wurde von der weitestgehend unbeschadeten Seatrain Texas eskortiert. Ab Herbst desselben Jahres war die Rolf Jarl wieder seetüchtig.
Im März 1943 verlor die Rolf Jarl auf einer Konvoi-Fahrt vor Island ihr Ruder, Propeller und Teile der Antriebswelle und musste in Schlepp nach Reykjavik genommen werden. Nach Reparaturen war sie ab Dezember desselben Jahres wieder vollkommen einsatzfähig. Nach Kriegsende kehrte das Schiff schließlich im Herbst 1945 wieder in den regulären norwegischen Frachtdienst zurück.
Im Jahr 1950 wurde das Schiff schließlich für 24.000 Britische Pfund an die westdeutsche Reederei Richard Schröder in Hamburg verkauft und in Maria Schröder umbenannt.

## Havarie und Verbleib
Am 11. April 1956 befand sich die Maria Schröder auf einer Fahrt von Akaba und lief nördlich von Scharm El-Scheich auf Grund. Die Besatzung konnte vom ägyptischen Schlepper El Taif gerettet werden. Das Wrack der Maria Schröder liegt auf einem Riff, etwa hundert Meter von der Küste entfernt im heutigen Naturschutzgebiet Nabq, und ist teilweise noch immer sichtbar. Das Unterwassertrümmerfeld erstreckt sich bis in eine Tiefe von 24 Metern.

## Trivia
Ein weiteres Dampfschiff mit dem Namen Rolf Jarl wurde bereits 1911 von derselben Bauwerft für die Det Nordenfjeldske Dampskibsselskab gebaut und im September 1916 von U 43 bei dem Vardø-Leuchtturm versenkt.